# Tocantinstrastkardinal
Tocantinstrastkardinal (Granatellus paraensis) är en fågelart i familjen kardinaler inom ordningen tättingar.

## Utbredning och systematik
Fågeln förekommer söder om Amazonfloden och öster om Río Tocantins i nordöstra Brasilien. Den kategoriserades tidigare som underart till amazontrastkardinal (Granatellus sallaei), men urskiljs sedan 2016 som egen art av Birdlife International och IUCN, sedan 2025 även av AviList.

## Status
Den kategoriseras av IUCN som livskraftig.